# Diego Gómez Sarmiento
Diego Gómez Sarmiento (m. batalla de Aljubarrota, 14 de agosto de 1385). Noble castellano de la Casa de Sarmiento. Fue hijo de Diego Pérez Sarmiento y de María de Velasco.
Fue señor, entre otras, de las villas de Añastro, Labastida, Peñacerrada, Lagrán y Marquínez, y también fue mariscal de Castilla, justicia mayor de la Casa del rey, repostero mayor del rey Juan I de Castilla, adelantado mayor de Castilla y de Galicia, portero mayor del rey, y alguacil mayor y mariscal en la casa del infante Enrique de Castilla, que llegaría a reinar como Enrique III.

## Orígenes familiares
Fue hijo de Diego Pérez Sarmiento y de María de Velasco, y por parte paterna era nieto de Garcí Fernández Sarmiento y de Teresa de Guzmán, aunque José Pellicer señaló erróneamente que su abuela por parte paterna fue Leonor de Haro, quien a su vez habría sido hija de Fernando Díaz de Haro y de María de Portugal, pero muchos historiadores han desmentido esa filiación y dudan de la veracidad de lo expuesto por Peliicer en su Informte de los Sarmientos, ya que lo consideran plagado de errores y falsedades. Y además Diego Gómez Sarmiento era nieto por parte materna de Fernán Sánchez de Velasco II, adelantado mayor de Castilla y señor de Medina de Pomar, y de Mayor de Castañeda, que fue señora de Palacios y de la casa de los siete Infantes, aunque Luis de Salazar y Castro la llamó Juana de Castañeda en su Índice de las Glorias de la Casa Farnese.
Fue hermano de Pedro Ruiz Sarmiento, que llegó a ser adelantado mayor de Galicia y mariscal de Castilla, y de Beatriz Sarmiento, que contrajo matrimonio con Ramiro Núñez de Guzmán, señor de las casas de Guzmán, Cifuentes y Asturias e hijo de Pedro Núñez de Guzmán, adelantado mayor de León y de Asturias.
Y también fue sobrino carnal de Pedro Fernández de Velasco, progenitor de los condestables de Castilla de la familia Velasco.

## Biografía

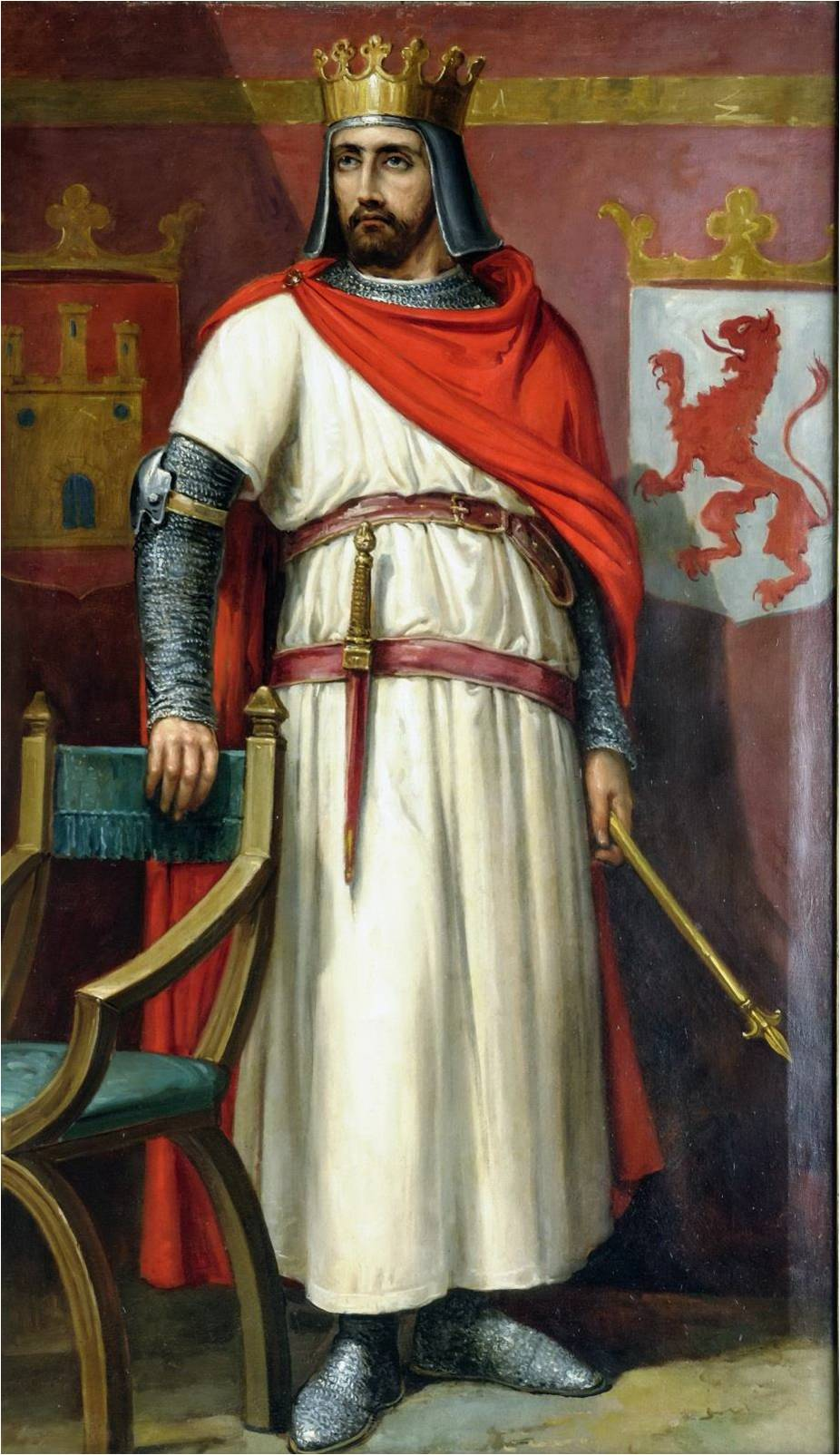
Retrato imaginario de Enrique II de Castilla. José María Rodríguez de Losada. (Ayuntamiento de León).

Se desconoce su fecha de nacimiento. Su padre, Diego Pérez Sarmiento, fue señor de La Bureba, Villamayor de los Montes, Salvadores, Villalba de Losa, Castrojeriz y Castañeda, entre otras muchas villas, y también fue adelantado mayor de Castilla y de Galicia, merino mayor de Castilla, canciller mayor de la Orden de la Banda, merino mayor de Galicia y divisero mayor de Castilla.
Los Sarmiento tuvieron un papel de la «máxima relevancia» desde el reinado de Enrique II de Castilla, y también durante el de su hijo y sucesor, Juan I de Castilla. Enrique II cedió en 1369 a Diego Gómez Sarmiento la villa de Añastro, y en 1370 las de Labastida y Salinillas de Buradón junto con todos sus derechos, rentas, justicia civil y criminal y el mero y mixto imperio, como señaló Hegoi Urcelay Gaona.
Algunos autores afirmaron que Enrique II concertó el matrimonio de Diego con Leonor Enríquez de Castilla, que era hija ilegítima de Fadrique Alfonso de Castilla, maestre de la Orden de Santiago, y nieta del rey Alfonso XI de Castilla, aunque José Pellicer señaló erróneamente que tras el asesinato del padre de Diego en 1363, su madre, María de Velasco, que había sido desposeída de todas sus propiedades en Castilla por el rey Pedro I, solicitó una dispensa matrimonial para que su hijo Diego pudiera casarse con Leonor Enríquez, ya que ambos eran primos hermanos. Y Pedro de Salazar y Mendoza también se equivocó al señalar que el cargo de repostero mayor del rey, que sería ocupado por los Sarmiento durante más de un siglo, le fue concedido a Diego Gómez Sarmiento como parte de la dote de Leonor Enríquez.
Pero lo fundamental, en opinión de algunos autores, es que el matrimonio de Diego Gómez Sarmiento con Leonor Enríquez ha sido incluido dentro de las célebres mercedes enriqueñas, con las que el rey Enrique II recompensó a los miembros de la nobleza que le habían secundado durante la Guerra Civil Castellana, ya que el padre de Diego Gómez había apoyado a Enrique II durante ese conflicto, por lo que ese enlace matrimonial constituye un «claro» indicio del notable ascenso que la familia Sarmiento estaba alcanzando en esa época.

Algunos autores afirmaron que el rey Enrique II les concedió en 1375 a Diego Gómez Sarmiento y a su esposa Leonor, con motivo de su matrimonio, el señorío de Salinas de Añana y otras posesiones, y otros señalaron que ambos se casaron en 1362. Pero hay constancia de que el señorío de Salinas fue concedido exclusivamente a Leonor Enríquez por Enrique II el 12 de abril de 1375, por juro de heredad para ella y sus herederos, aunque otros autores afirmaron erróneamente que el señorío se les concedió a ella y a su esposo en 1377 o en abril de 1370, y para justificar esta última fecha adujeron que el propio Enrique II, cuando se dirigía a Bayona en 1373, se detuvo en Salinas de Añana y fue el padrino de bautismo de García Fernández Sarmiento, que nació en 1373 y fue el hijo primogénito de Diego Gómez.

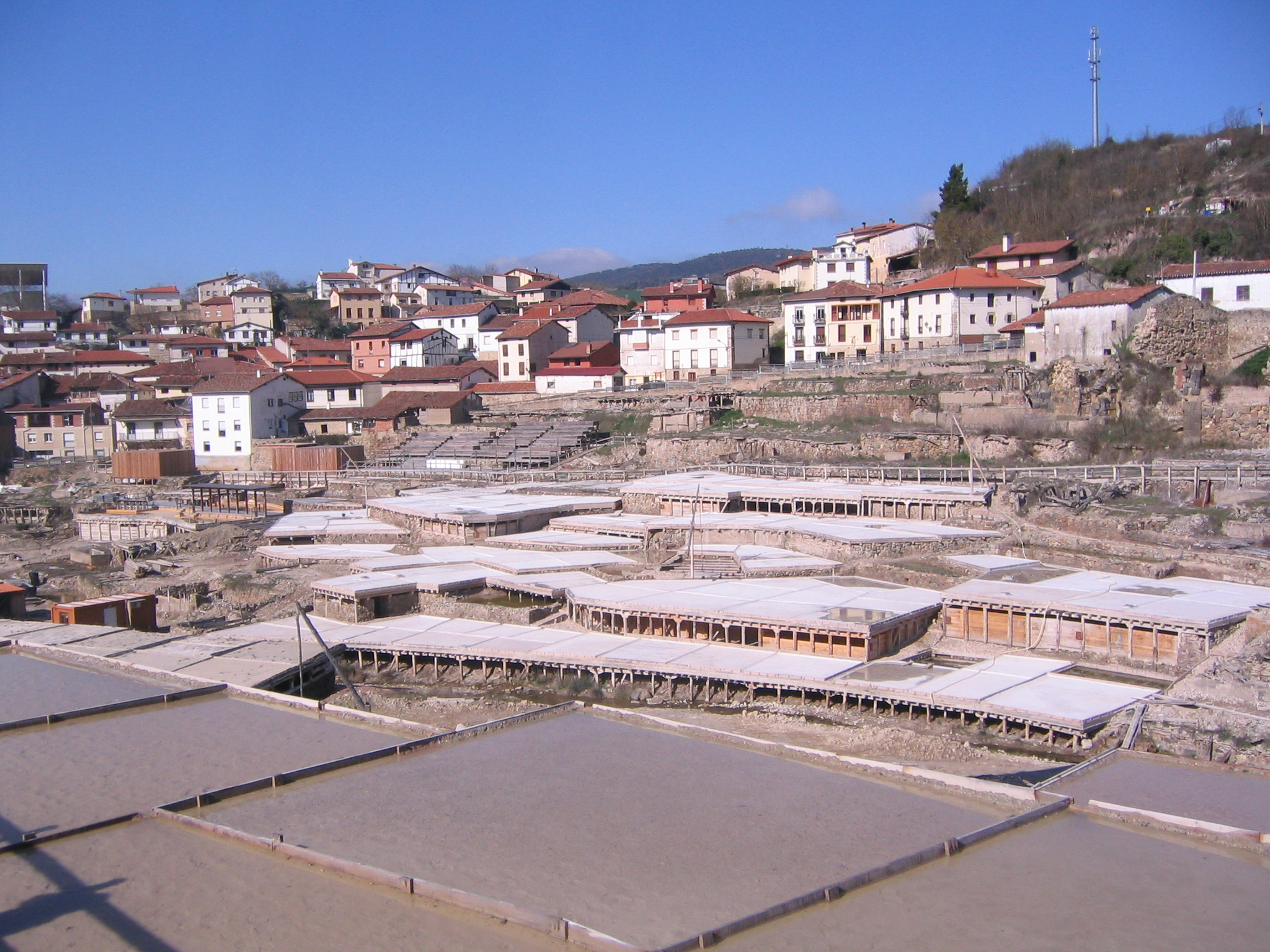
Vista del municipio de Salinas de Añana. (Provincia de Álava).

Pellicer también señaló erróneamente que el señorío de Salinas le fue concedido por el rey a Leonor Enríquez el 25 de abril de 1370, y que el 31 de octubre de 1371 Leonor y su esposo juraron respetar los fueros y privilegios de esa villa y que, entrando por la Puerta de la Revilla de Salinas con la «Ceremonia del Palio», fueron recibidos como señores de la villa.
En 1377 Enrique II cedió a Diego Gómez Sarmiento los municipios de Peñacerrada, Lagrán y Marquínez, situados en la provincia de Álava, junto con todos sus derechos, rentas, justicia civil y criminal y el mero y mixto imperio. Y el 25 de julio de 1383, mientras se hallaba en Torrijos, el rey Juan I de Castilla concedió a Diego Gómez Sarmiento, su portero mayor, la merced de poder tener 20 escusados en las villas de Villaumbroso y Villatoquite, y por todo ello Añibarro Rodríguez señaló que con toda «evidencia» los Sarmiento estaban intentando conseguir el dominio «territorial y económico de la zona, en especial en lo tocante a la producción y comercialización de la sal».

Salazar y Mendoza señaló que los dos primeros mariscales de Castilla fueron Fernando Álvarez de Toledo, señor de Valdecorneja y notario mayor del reino de Toledo, de quien descienden los condes de Alba de Tormes y los duques de Alba, y Diego Gómez Sarmiento. Hay constancia de que este último ejerció el cargo de adelantado mayor de Galicia tras un individuo llamado Pedro Suárez, pero se desconoce la fecha exacta en que lo desempeñó. Por otra parte, Cañas Gálvez señaló que entre los años 1379 y 1380 el cargo de adelantado mayor de Castilla fue desempeñado conjuntamente por Pedro Manrique y por Diego Gómez Sarmiento.

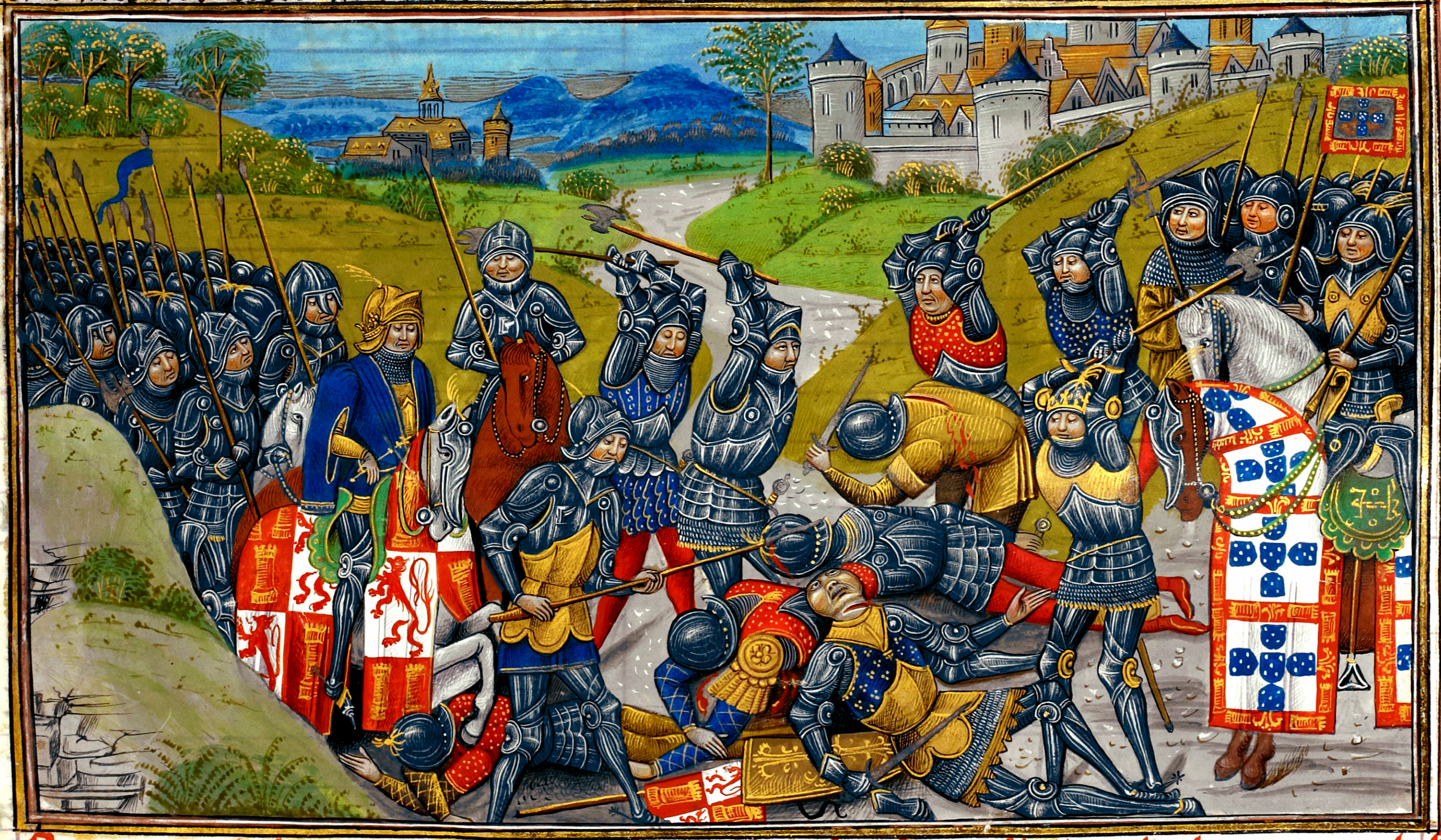
Miniatura medieval que representa la batalla de Aljubarrota.

Diego otorgó testamento en Peñacerrada el 15 de julio de 1384, y uno de sus fragmentos llamó la atención de Pedro Rodríguez de Campomanes, según consta en su Tratado de la regalía de amortización. Y José Pellicer publicó íntegramente en su Informe de la Casa de Sarmiento el testamento de Diego Gómez y señaló que el que Leonor Enríquez otorgó el 6 de junio de 1383 en la villa palentina de Carrión de los Condes no era menos «piadofo y magnifico» que el de su esposo. Pero conviene señalar que José Antonio Casillas García señaló, y en dos obras diferentes, que Leonor Enríquez, que según la mayoría de los autores falleció en 1383, otorgó testamento el 6 de junio de 1384.
Diego Gómez Sarmiento murió en la batalla de Aljubarrota, que se libró el 14 de agosto de 1385, «junto a lo más florido de la caballería castellana», como señaló el historiador César González Mínguez.

## Sepultura
Fue sepultado en la abadía de Santa María de Benevívere, cuyo patronato correspondía a su familia y donde también fue enterrado su padre, Diego Pérez Sarmiento. Pero su esposa, Leonor Enríquez, fue sepultada en el convento de San Pablo de Burgos.

## Matrimonio y descendencia
Contrajo matrimonio en 1368 con Leonor Enríquez de Castilla, y fruto de su unión nacieron tres hijos y cuatro hijas, y de ellos descienden, como señaló Pedro de Salazar y Mendoza, los condes de Salinas y los de Ribadeo:

Escudo de armas de Leonor Enríquez de Castilla, esposa de Diego Gómez Sarmiento.

- García Fernández Sarmiento (1373-1393). Fue señor de Salinas, Peñacerrada, Labastida, Salinillas, Berganzo y otras villas, y llegó a ser repostero en la casa del infante Enrique de Castilla, hijo del rey Juan I,[8] aunque falleció en la ciudad portuguesa de Santarém en 1393 sin haber contraído matrimonio.[22]
- Diego Pérez Sarmiento (m. c. 1433). Fue señor de Añastro, Fresno y Varea, y a la muerte de su hermano García heredó el señorío de Salinas de Añana,[55] cuya posesión le fue confirmada por Juan II de Castilla en 1413,[56] y los de Labastida y Peñacerrada, y fue también adelantado mayor de Galicia y repostero mayor del rey Juan II de Castilla,[55] de quien llegó a ser uno de sus privados.[57] Además, contrajo matrimonio antes del año 1397 con Mencía López de Zúñiga, fallecida en 1415, que era hija de Diego López de Zúñiga, señor de Béjar y justicia mayor de la Casa del rey,[58] y de Juana García de Leiva, con quien tuvo descendencia (entre otros, abuelos paternos del I conde de Salinas).[59] Y algunos autores señalaron que murió en 1435 en un combate contra los aragoneses, según afirmaba su epitafio en la abadía de Benevívere, donde fue enterrado, aunque otros discrepan en cuanto a la fecha de su muerte.[57]
- Pedro Ruiz Sarmiento. Fue señor de Revenga, Arreba, «Val de Camaces, Veçana y vassallos de la merindad de Carrión».[60] Y Pellicer afirmó que contrajo matrimonio con Juana de Zúñiga, que era hija de Juan de Zúñiga, prestamero de Bureba y La Rioja, y que de dicha unión proceden los condes de Santa Marta y de Ribadavia, aunque otros autores aseguran que todo lo relativo a ese enlace es falso y que nunca se celebró.[61]
- Constanza Sarmiento (m. después de 1463).[62] Fue señora de Berganzo, Villaumbroso y Villatoquite y contrajo matrimonio con Carlos Ramírez de Arellano, que fue señor de los Cameros[63] y era hijo de Juan Ramírez de Arellano el Mozo y de Teresa Manrique,[64][65] y con quien tuvo varios hijos.[66] Y conviene señalar que en 1393 el rey Enrique III le confirmó a Constanza Sarmiento la merced de los 20 escusados, es decir, exentos por privilegio de abonar impuestos, que su padre, el rey Juan I de Castilla, había concedido a su padre en los municipios de Villaumbroso y Villatoquite.[63] Además, su esposo otorgó testamento el 12 de julio de 1410 en la ciudad de Antequera y falleció en 1412, dejando a Constanza como tutora de los hijos de ambos,[67] y ella otorgó testamento en Andaluz el 23 de julio de 1463[68] y fue sepultada, al igual que su esposo, en el convento de San Francisco de Soria.[69]
- María Sarmiento (m. 1438). Fue señora de Salinillas, y contrajo matrimonio con Fernán Pérez de Ayala,[70] que fue señor de Ayala y de Salvatierra, alférez mayor del pendón de la Orden de la Banda,[71] y merino mayor de Guipúzcoa[72][73] y era hijo del canciller Pero López de Ayala[74] y de Leonor de Guzmán.[72] Y María Sarmiento y su esposo otorgaron testamento el 12 de mayo de 1436 y fueron sepultados en el convento de San Juan de Quejana, donde aún se conservan sus sepulcros en la actualidad.[75][76]
- Mencía Sarmiento (m. después de 1413).[77] Pellicer la llamó Mencía Manuel, y su padre dispuso en su testamento que fuera monja en el monasterio de Santa Clara de Medina de Pomar y le cedió los 3.300 maravedís que él poseía por juro de heredad en las Salinas de Añana, aunque ordenó que a la muerte de Mencía deberían pasar a manos de su hijo y heredero principal, García Pérez Sarmiento.[78] Y hay constancia de que llegó a ser abadesa del convento de Santa Clara de Medina de Pomar, del que aún lo era en 1413,[77] de que en 1411 vendió a Juan de Velasco el municipio palentino de Villerías de Campos por una suma de 50.000 maravedís y otros 4.000 «de juro» de heredad, y de que ella posiblemente había heredado ese municipio a principios del siglo XV y lo había donado posteriormente al convento del que fue abadesa.[79][b]
- Fernán Sánchez Sarmiento. Fue señor del estado de Saja y poseía vasallos en la Rioja. Y además siguió la carrera eclesiástica, fue canónigo de la catedral de León y tuvo un hijo llamado Fernán Sánchez Sarmiento que en 1435 donó a su primo Pedro Ruiz Sarmiento, primer conde de Salinas, el estado de Saja.[60][c]